# Sphallotrichus hirsuticorne
Sphallotrichus hirsuticorne är en skalbaggsart som beskrevs av Lúcia Maria de Campos Fragoso 1995. Sphallotrichus hirsuticorne ingår i släktet Sphallotrichus och familjen långhorningar. Inga underarter finns listade i Catalogue of Life.